# Йоланда Брунетті-Гетц
Пані Йоланда Брунетті-Гетц (1940, Рим, Лаціо, Королівство Італія) — італійська дипломатка. Надзвичайний і Повноважний Посол Італійської Республіки в Україні.

## Життєпис
Народилася у 1940 році в Римі. У 1962 закінчила Римський університет ла Сапієнца, факультет політичних наук;
З 1967 — дипломатична діяльність в МЗС Італії;
З 1969 — другий секретар Посольства Італії в Малайзії;
З 1972 — віце-консул, консул Генерального консульства Італії в Нью-Йорку;
З 1976 — працівник VIII відділу Генеральної дирекції з економічних питань МЗС Італії;
З 1977 — дипломатичний радник МЗС Італії;
З 1980 по 1984 — Надзвичайний і Повноважний Посол Італійської Республіки в Бірмі;
З 1984 — заступник Представника Італії в ОБСЄ;
З 1988 — керівник Відділу Азії та Тихоокеанського регіону Генеральної дирекції з питань співробітництва та розвитку
МЗС Італії;
З 1989 — координатор Відділу багатосторонніх стосунків та надзвичайних ситуацій Генеральної дирекції з питань співробітництва та розвитку МЗС Італії;
З 1991 — керівник Центральної технічної групи Апарату генеральної дирекції з питань співробітництва та розвитку МЗС
Італії;
З 1993 — керівник Відділу досліджень, вивчення та планування Генеральної дирекції з економічних питань МЗС Італії;
З 1995 — Надзвичайний і Повноважний Посол Італійської Республіки в Республіці Узбекистан;
З 1996 по 2000 — Надзвичайний і Повноважний Посол Італійської Республіки в Республіці Таджикистан;
З 2000 по 2004 — Надзвичайний і Повноважний Посол Італійської Республіки в Києві.
23 травня 2000 року — вручила вірчі грамоти Президенту України Леоніду Кучмі.